# 555年
| 千纪： | 1千纪 |
| 世纪： | 5世纪 \| 6世纪 \| 7世纪                                                                                                  |
| 年代： | 520年代 \| 530年代 \| 540年代 \| 550年代 \| 560年代 \| 570年代 \| 580年代                                                |
| 年份： | 550年 \| 551年 \| 552年 \| 553年 \| 554年 \| 555年 \| 556年 \| 557年 \| 558年 \| 559年 \| 560年                          |
| 纪年： | 乙亥年（猪年）；南朝梁承聖四年，天成元年，紹泰元年；高昌建昌元年；西魏恭帝二年；北齊天保六年；西梁大定元年；新罗開國五年 |

## 大事记
- 王僧辯屈事北齊，迎立北齊扶植的蕭淵明為梁帝，陳霸先遂誅王僧辯，立蕭方智為帝。後又擊退北齊的南下侵略，剷平了王僧辯餘黨的反抗，晉封陳公，再封陳王，受九錫。
- 義大利半島全境被東羅馬帝國征服。

## 逝世
- 萧绎，南朝梁元帝
- 王僧辯，南梁將領